# تپه دهکده تک چنار
تپه دهکده تک چنار (یکه‌چنار) در استان گلستان، شهرستان مراوه‌تپه، روستای یکه‌چنار واقع شده و این اثر در تاریخ ۲۳ فروردین ۱۳۴۶ با شمارهٔ ثبت ۷۲۴ به‌عنوان یکی از آثار ملی ایران به ثبت رسیده است.